# Dianella (växter)
Dianella är ett växtsläkte i familjen dagliljeväxter med cirka 30 arter från tropiska Asien, Australien, Nya Zeeland och Polynesien. Några arter odlas i västhus i Sverige.
Fleråriga örter med krypande jordstam. Bladen sitter i två rader och är linjära till lansettlika med kölar undertill. Blommorna kommer i vippor. Hyllebladen är fria, utbredda med 3-8 nerver. Ståndarna är fästade vid basen och öppnar sig i toppen. Fruktämnet är översittande, pistillen ensam. Frukten är ett bär.

## Bildgalleri

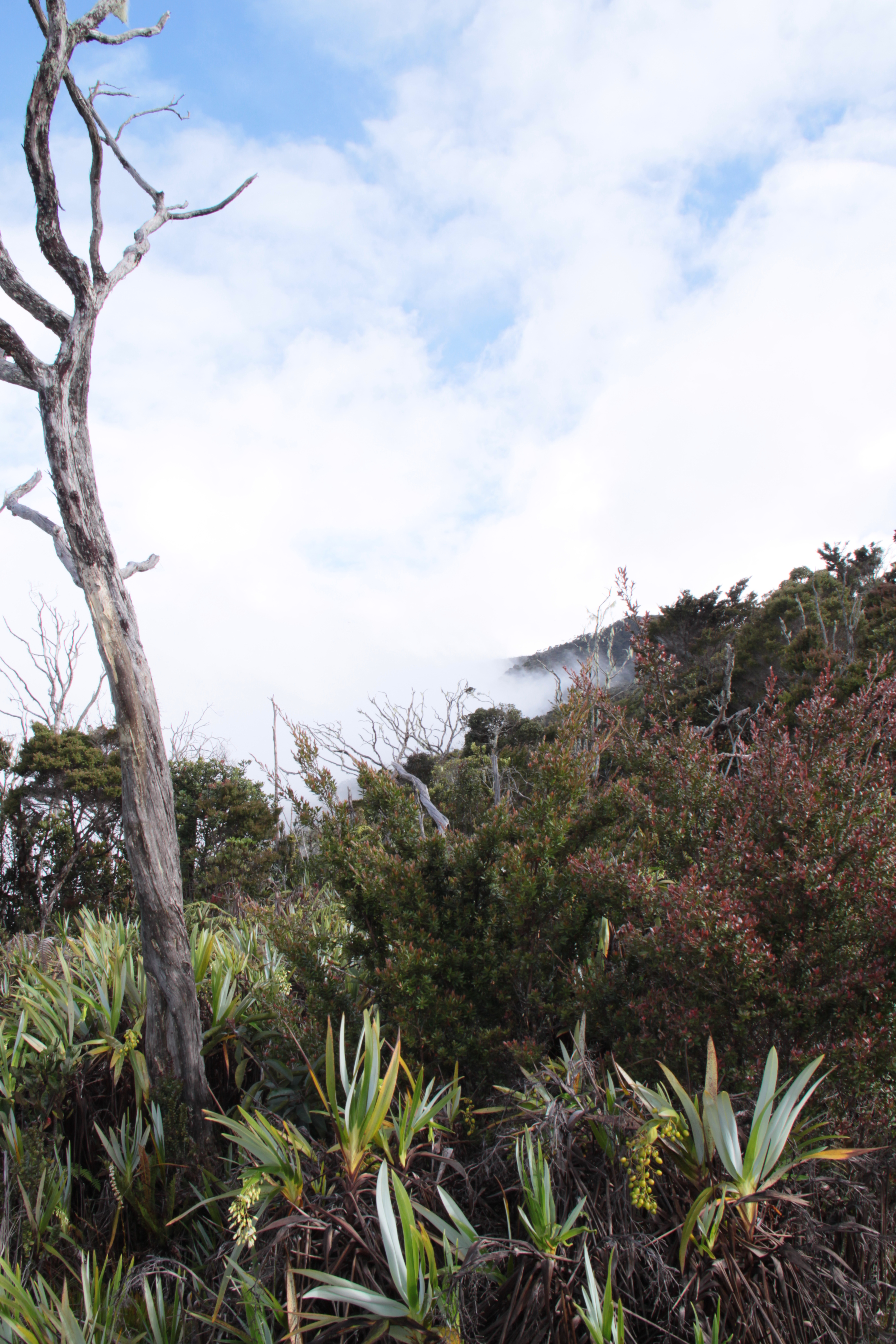
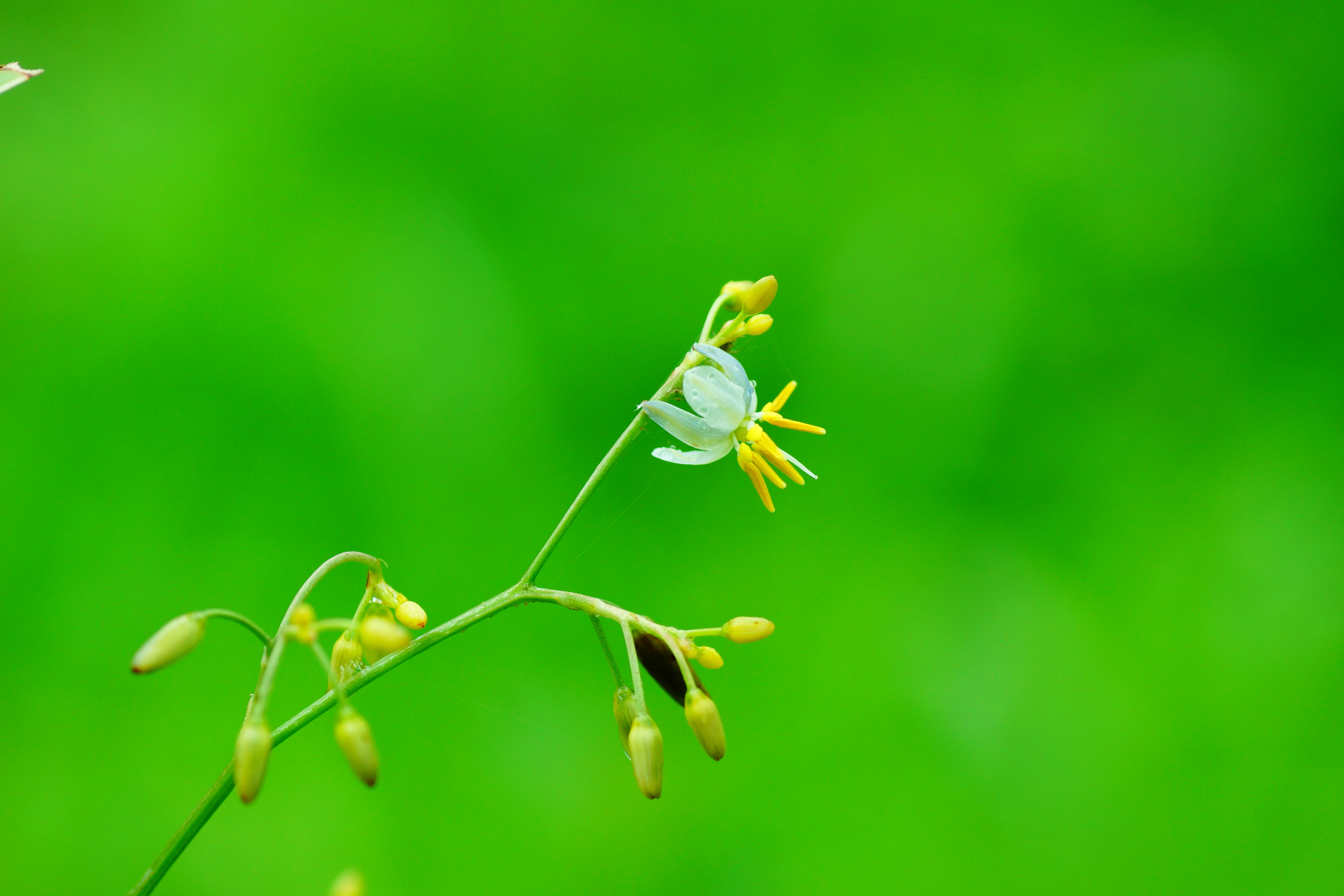
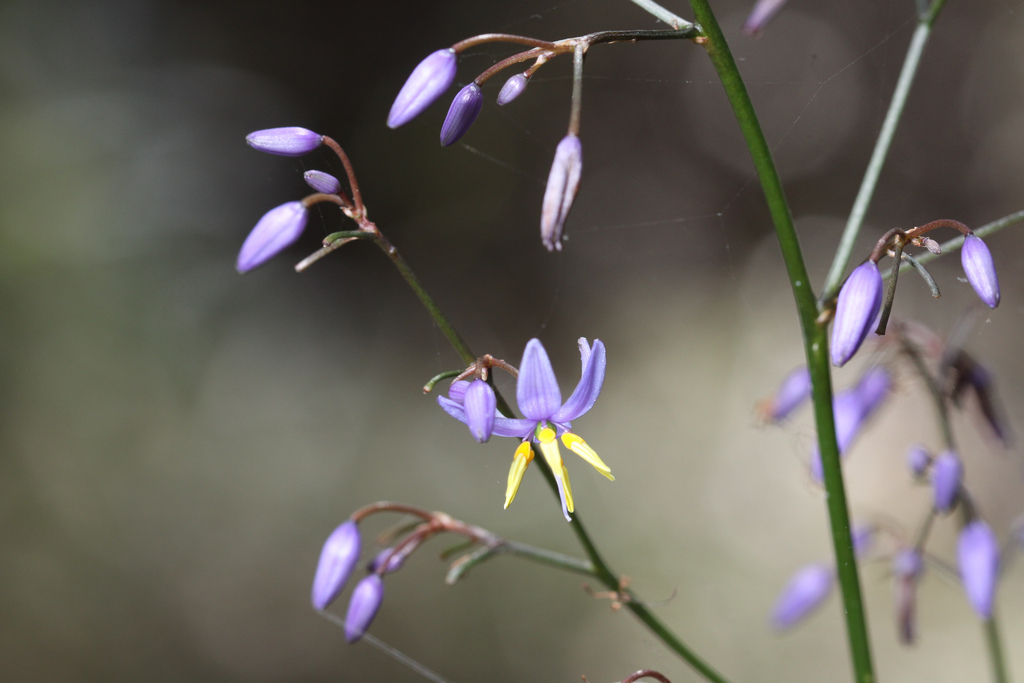
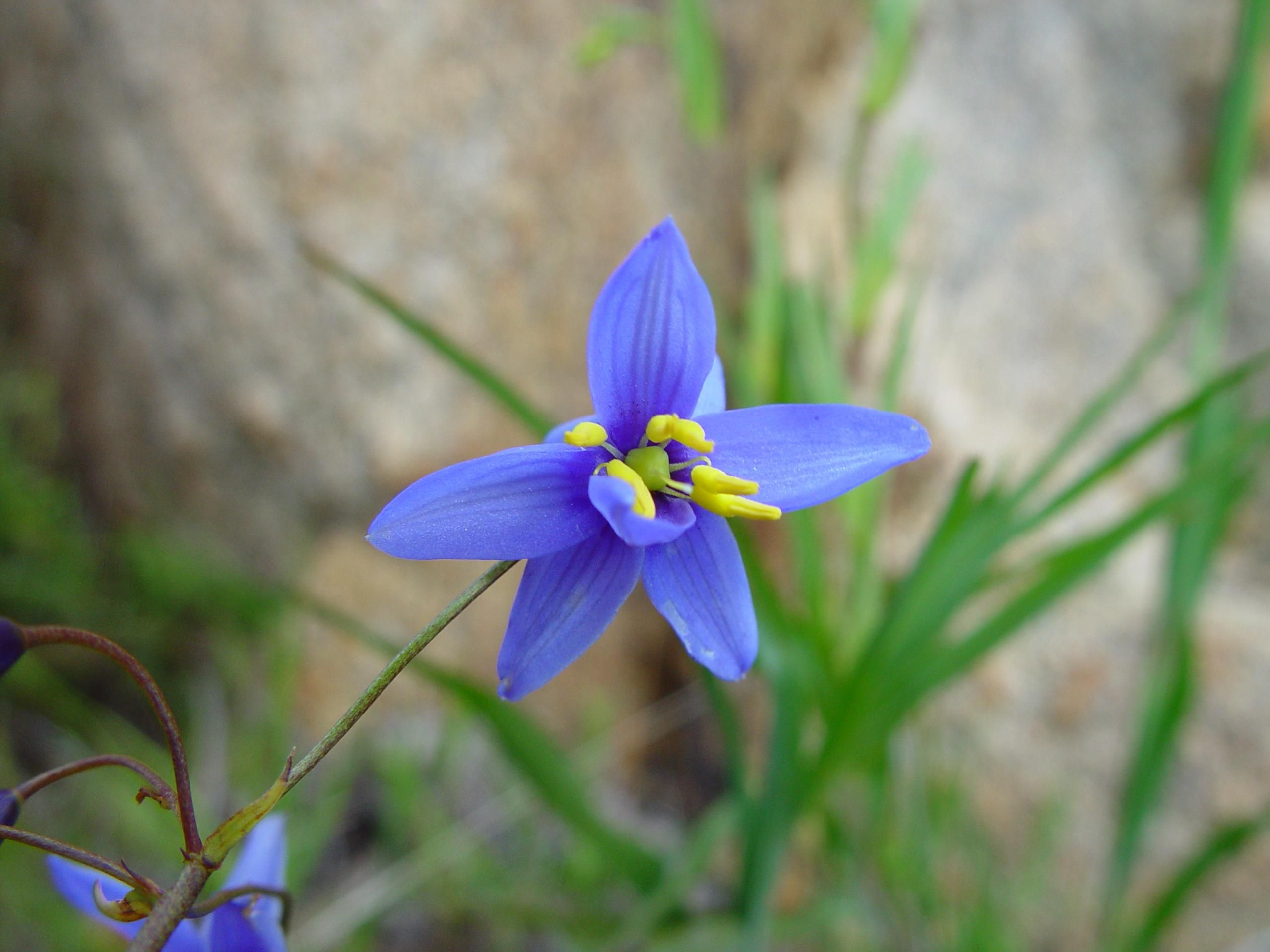
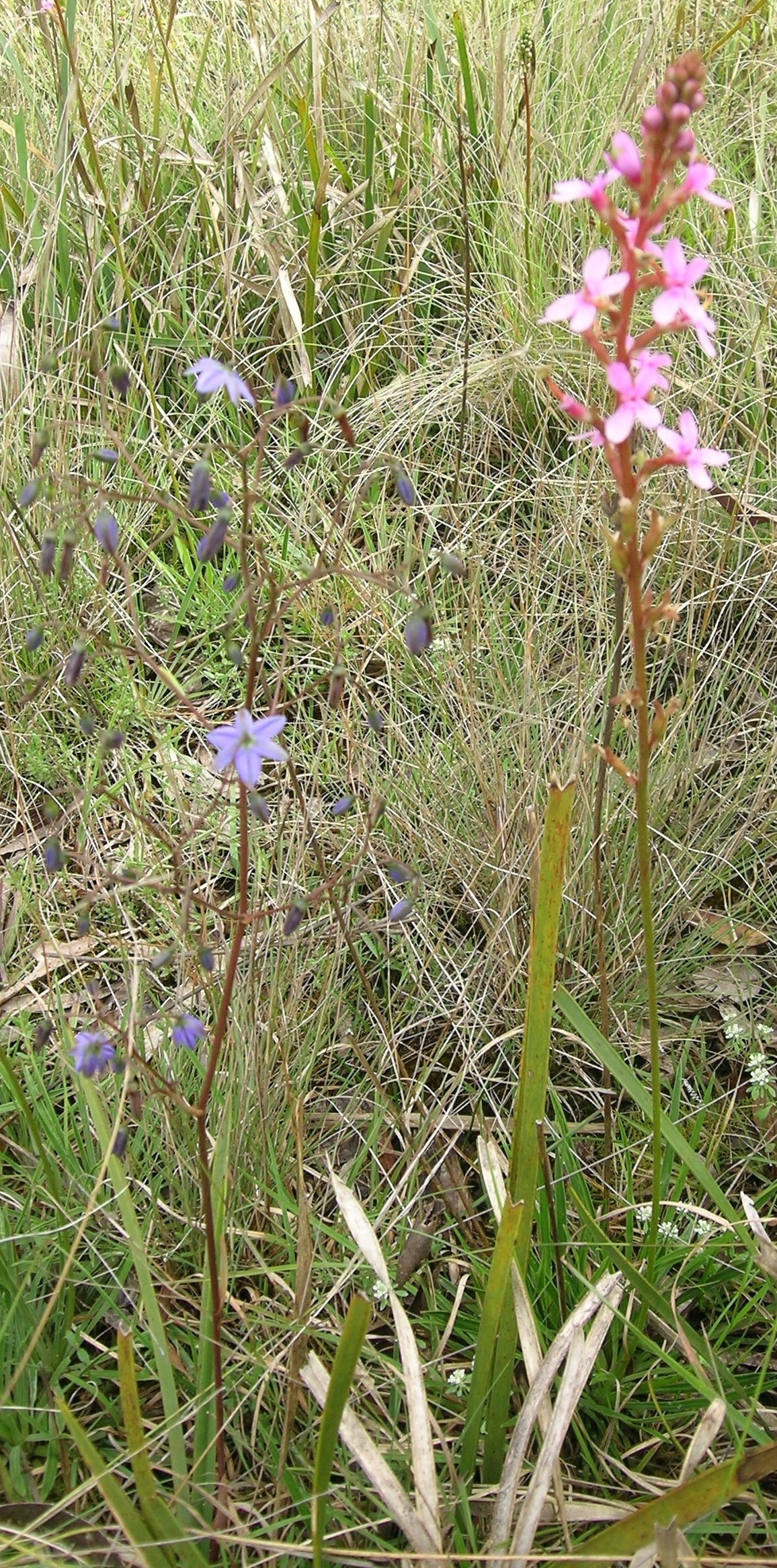
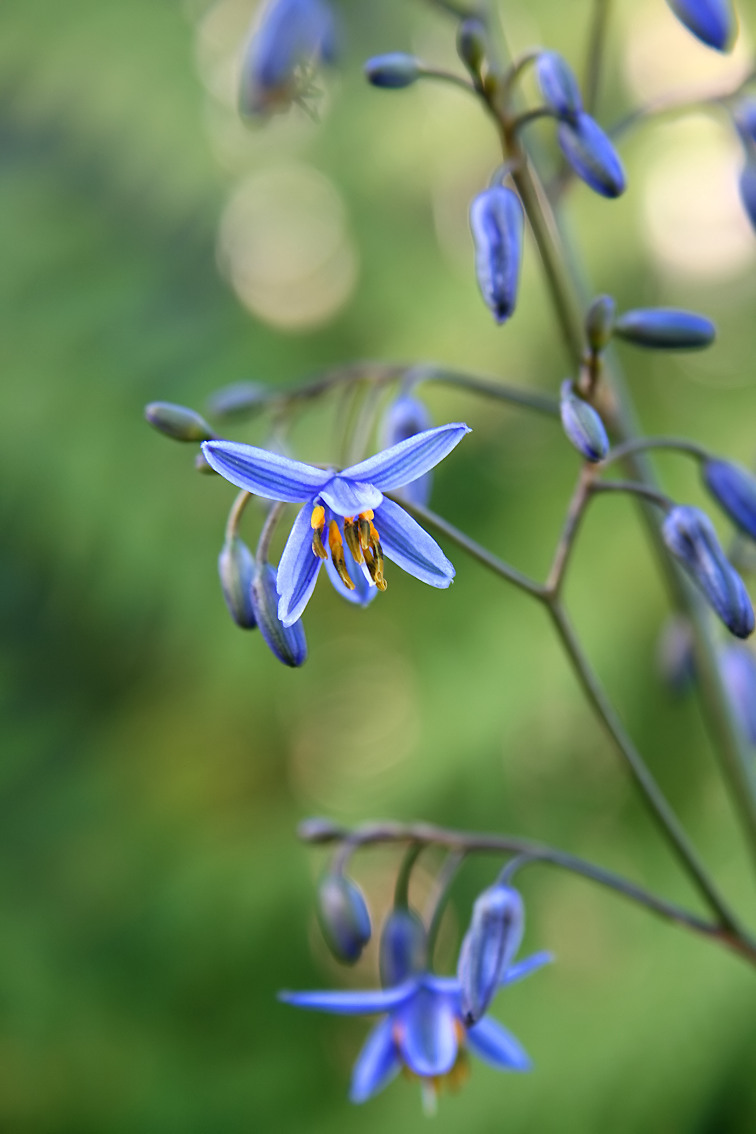

## Arter i släktetDianella, i alfabetisk ordning[1]
- Dianella acutifolia
- Dianella adenanthera
- Dianella amoena
- Dianella atraxis
- Dianella bambusifolia
- Dianella boliviana
- Dianella brevicaulis
- Dianella brevipedunculata
- Dianella caerulea
- Dianella callicarpa
- Dianella carolinensis
- Dianella congesta
- Dianella crinoides
- Dianella daenikeri
- Dianella dentata
- Dianella ensifolia
- Dianella fruticans
- Dianella haematica
- Dianella incollata
- Dianella intermedia
- Dianella javanica
- Dianella latissima
- Dianella longifolia
- Dianella monophylla
- Dianella nervosa
- Dianella nigra
- Dianella odorata
- Dianella pavopennacea
- Dianella pendula
- Dianella plicata
- Dianella porracea
- Dianella prunina
- Dianella rara
- Dianella revoluta
- Dianella saffordiana
- Dianella sandwicensis
- Dianella serrulata
- Dianella stipitata
- Dianella tarda
- Dianella tasmanica
- Dianella tenuissima